# Dolichogenidea ashoka
Dolichogenidea ashoka (лат.) — вид мелких паразитических наездников из подсемейства Microgastrinae (Braconidae). Эндемики острова Реюньон (Афротропика).

## Описание
Мелкие бракониды (тело самок 2,0 мм; усики 1,9 мм; передние крылья от 2,2 до 2,6 мм). Мезоплеврон блестящий. Переднее крыло с r короче, чем 2Rs. Основная окраска чёрная, ноги — желтовато-коричневые.
Мезоскутум обычно блестящий с отдельными разделёнными пунктурами (которые иногда отсутствуют полностью). Передние крылья с открытым ареолетом (r-m отсутствует). Эндопаразитоиды чешуекрылых. Вид был впервые описан в 2013 году южно-африканским гименоптерологом Паскалем Руссе (Pascal Rousse, Iziko South African Museum, Natural History Department, Кейптаун, ЮАР) по материалам из Реюньона. Видовое название дано в честь императора Ашока, древнего правителя Южной Азии, Индии и покровителя буддизма.